# Дженнер Армор
Дженнер Армор (англ. Jenner Armour) — політичний діяч Домініки, виконував обов'язки президента країни у 1979 —1980 роках в часі еміграції Фреда Дегазона.